# Ariszteasz
Ariszteasz (Ἀριστέας), görög író Prokonnészosz városában – Marmara, Törökország – élt, vélhetően az i. e. 7. vagy 6. században.
Életéről semmi bizonyosat nem tudunk. Az ókorban csodálatos dolgokat meséltek róla: meghalt szülővárosában, de ugyanakkor egy kis-ázsiai városban is látták stb. Elveszett műve az Arimaszpea című hősköltemény, melyet a római császárkorban még olvastak; hiteles forrásnak tekintették, mára azonban, néhány töredéken kívül, semmi sem maradt belőle.

## Arimaszpea
A szerző leírja, hogy a Fekete-tenger partvidékén honos királyi szkíták birtokain át egészen az isszédok országáig utazott. Az isszédoktól hallotta, miszerint országukon túl laknak az egyszemű arimaszpok, s túl ezeken az aranyat őrző griffek, s még ezeken is túl Hüperboreia lakói. Állítása szerint az arimaszpok elűzték lakóhelyükről az isszédokat, azok a királyi szkítákat, azok pedig a déli tengernél (azaz a Fekete-tengernél) tanyázó kimmereket.
Az említett kimmerek Kis-Ázsia lakói voltak, jelenlétük a kelet-európai pusztán nem bizonyított. A királyi szkíták valóban kapcsolatba kerültek velük (lásd: Szkíták a Kaukázuson túl), s hírük a görögökhöz is eljutott. Ők azonban a valóságos eseményekhez költött elemeket is hozzátoldottak (lásd: Kimmerioszok).

## Harmatta János állításai
Az isszédok név Hérodotosz munkájában ἰσσηδόνες, Alkman költeményében εσσεδὀνες alakban fordul elő, s ez jelentheti azt is, hogy két különböző forrásból vették az említett címet.
Harmatta János szerint a szóban forgó nép elnevezése a Tobolba ömlő Iszety folyó nevével állítható párhuzamba. A jenyiszeji osztjákok, avagy ketek két „nyelvjárásában” (ket, illetve kot) a folyó neve Is-set, illetve Es-ses alakban van meg, s a két görög nyelvi változat ezekkel azonosítható. Következésképpen az isszédok – bizonygatja érdemekben megőszült iranistánk – jenyiszeji osztják, vagyis paleoszibériai nyelven beszéltek. Kijelentéséből, mindazonáltal, nem tudjuk meg, milyen névvel illették az Iszety folyót maguk az isszédok, s ilyenképpen nyelvükről sem állíthatunk semmi bizonyosat.